# Lucky Luke
Lucky Luke je junak "kaubojskih" stripova.

## Podaci o strip junaku
Na hrvatskom je tržištu poznat i pod imenom Talični Tom. Prvotno ime, Srećko Munja, dosta je brzo palo u zaborav.
Lucky Luke je mršavi kauboj, čije je lice, kažu, "posuđeno" od Garryja Coopera. U prepoznatljivom kaubojskom odijelu s crvenom maramom i šeširom, vječito s cigarom u ustima, smireno dovršava svoj ručak, prije no što potegne revolver na izazivača, a puca brže od sjenke (shoot faster than his shadow). Krstari Amerikom XIX. stoljeća, uvijek prema zapadu. Nailazi na mnoge nepravde tadašnjeg divljeg vremena, na još više divljim mjestima, i ne odlazi dok ih ne riješi. A onda kada se svi građani malog gradića oslobođenog od desperadosa zapitaju gdje je čovjek kome duguju zahvalnost, on već jaše u susret zalasku Sunca pjevajući "I am a poor lonesome cowboy…". Lucky Luke, iako je zaista usamljeni kauboj, ipak nije lišen pratećeg junaka. Neobično je jedino to što je njegov vjerni prijatelj konj. Jollie Jumper, ne samo što se uvijek postavi točno ispod onog prozora kroz koji će za tren iskočiti Lucky Luke, on i govori, igra šah, često riječima pecka našeg junaka, a u jednom slučaju čak i on njega jaše! Vrlo je zanimljiv pratitelj, koji izlazi iz svih klišea.
Osim izmišljenih neprijatelja, braće Dalton, Lucky Luke se sukobljava i s istinskim legendama divljeg zapada, s ološem kakav su bili Jesse James ili Billy the Kid i slični. A Daltonovi su posebna priča. Od njih četvorice, a to su Joe, Jack, William i Averell, svaki je viši, kao i gluplji od prethodnog. Također i njihova mama, koja se rijetko pojavi, uvijek ostavi dojam. Interesantna je i pojava slavne Calamity Jane, neotesane kaubojke, koja pije, psuje i obara ruke muškarcima. U kasnijim epizodama dvojac autora uvodi i lik Rantanplana, najglupljeg psa na svijetu, čije je ime parodija na tada najtiražniji svjetski strip, također belgijski, Rin Tin Tin. Pored ovih, kroz strip se provlače i mnoge realne osobe poznate širom svijeta. Od Leeja Van Cleefa, kao lovca na ucjene, pa do Alfreda Hitchcocka. Jednom se u epizodi o filmu pojavljuju braća Lumiere. Također se pojavljuje i dječak za kojeg procijene da ima budućnost u filmu. Kad ga jedan od braće zapita kako mu je ime, on odgovori: Ford, gospodine. John Ford.

## Podaci o autoru
Kada je Maurice de Beverea (Morris) započeo svoj rad na Lucky Lukeu 1946. godine, žanr westerna  nije bio ništa novo u strip umjetnosti. Ono što je distanciralo ovaj serijal i skretalo pažnju na njega je to što nijedan dotadašnji western nije težio humorističnom aspektu, a naracija Lucky Lukea je išla upravo u tom pravcu, svojevrsne western parodije. U karijeri Belgijanca Mauricea de Beverea, koji je zahvaljujući radu na Lucky Lukeu poznat kao Morris, bilo je nekoliko važnih događaja koji su obilježili njegov rad. U Americi je surađivao s takvim imenima kao Jije (u čijem almanahu Le Journal de Spirou počinje s objavljivanjem Lucky Lukea) ili Franquin, Will ili Paape. Svi su još bili mladi i neafirmirani, a kasnije će stvoriti neke od najljepših stranica u povijesti stripa.
U Americi Morris počinje objavljivati Lucky Lukea 1946., a po povratku u Europu objavljuje i prvi kompletni album "La mine d’or de Dick Digger", 1949. godine. Jedno vrijeme je sam radio i scenarij i crtež, međutim ubrzo mu je zatrebala pomoć. Sudbina se blagonaklono nasmiješila i ukrstila putove Morrisa i Goscinnya. Od tada, 1955. godine, pa do Goscinnyjeve prerane smrti 1977. godine, ova dva čovjeka radit će zajedno stvarajući legendu o kauboju koji je "brži od svoje sjenke". Razdoblje njihove suradnje je poznato kao "zlatno doba" ovoga stripa.

## Podaci o stripu u kojem se pojavljuje
U početku edicija Lucky Luke izlazi u izdanju izdavačke kuće "Dupis", da bi od 32. albuma "La Diligence", 1968. godine prešla u poznatu francusku kuću "Dargaud", a kasnije od broja 61. "L’ Amnesie des Dalton", 1991. godine u "Luckie production". Do sada je objavljeno više od sedamdeset epizoda, računajući i dvije paralelne serije. Jedna je "Kid Lucky", koja prati doživljaje Lucky Lukea iz djetinjstva, i namijenjena je mlađoj publici, a druga je serija "Rantanplan", posvećena psu koji slovi za najglupljeg na svijetu. Lucky Luke je postao simbolom, omiljenim junakom širom svijeta. Prevođen na više od četrdeset svjetskih jezika, na sve europske. Ukupne tiraže izdanja Lucky Lukea danas prelaze brojku od 300 000 000 primjeraka. Lucky Luke se našao i u crtanim filmovima, a nisu novost ni računalne igre u kojima je glavni lik.
Godine 1977. umire Rene Gocsinny, što se brzo odrazilo na kvalitetu stripa. Nekoliko scenarista su se smjenjivali pomažući Morrisu u radu na novim pričama, ali je malo koja i približno dosegla Goscinnyjevu veličinu. 2001. godine preminuo je i otac Lucky Lukea, Maurice de Bevere, i od tada strip nije dalje izlazio. Godine 2003. godine ostvarena je Morrisova želja i nastavljen je kultni serijal s crtačem Laurentom Gerraom i piscem Achde (br. 71. "La belle province", Lucky Comics, 09/2004. i br. 72.  "La corde au cou", Lucky Comics, 11/2006.). Iako ljubitelji serijala ne skrivaju radost zbog novih avantura Lucky Lukea, postoji i mnogo veća skepsa o tome da li je to dobar potez.